# John Wheatley
John Wheatley (ur. 19 maja 1869 w Bonmahon w hrabstwie Waterford w Irlandii, zm. 12 maja 1930) – brytyjski polityk, członek Partii Pracy, minister w pierwszym rządzie Ramsaya MacDonalda.
Był synem Thomasa i Johanny Wheatley. W 1876 r. jego rodzina przeprowadziła się do Braehead w hrabstwie Lanarkshire w Szkocji. Początkowo John pracował jako górnik, ale wkrótce założył własną drukarnię, w której drukował lewicowe teksty polityczne. Wiele z nich Wheatley napisał osobiście, m.in. How the Miners are Robbed? (1907), The Catholic Workingman (1909), Eight Pound Cottages for Glasgow Citizens (1913), Municipial Banking (1920), czy też The New Rent Act (1920). W 1907 r. wstąpił do Niezależnej Partii Pracy. Założył i był pierwszym przewodniczącym Catholic Socialist Society.
Podczas I wojny światowej Wheatley był zaangażowany w ruch antywojenny. Zasiadał w radzie miejskiej Glasgow. W 1922 r. został wybrany do Izby Gmin jako reprezentant okręgu Glasgow Shettleston. Styl prowadzenia przezeń dyskusji nie jednał mu sympatii lidera partii, Ramsaya MacDonalda. W czerwcu 1923 r. Wheatley został zawieszony w prawach deputowanego, kiedy na rządową propozycję zmniejszenia dotacji na rzecz szpitali dziecięcych nazwał konserwatystów „mordercami”.
W 1924 r. Wheatley został ministrem zdrowia w pierwszym rządzie MacDonalda. Doprowadził wówczas do uchwalenia Housing Act, który zakładał zwiększenie ilości mieszkań budowanych dla klasy robotniczej. W latach 1924–1929 krytykował posunięcia MacDonalda i nie wszedł w skład drugiego laburzystowskiego rządu w 1930 r.
Zmarł w 1930 r. Na jego cześć nazwano John Wheatley College w Glasgow. Jego bratanek, John Thomas Wheatley, również był laburzystowskim deputowanym. Został również lordem adwokatem.